# Rachgoun
Rachgoun est une agglomération secondaire de la commune de Béni-Saf dans la wilaya de Aïn Témouchent en Algérie. Archgoun ou Archgul était une ancienne cité musulmane aujourd’hui disparue qui occupait le même site que l'antique Siga.

## Géographie
Rachgoun est une petite agglomération côtière à l'embouchure de l'oued Tafna, à 7 km à l'ouest du chef-lieu de commune Béni Saf et à 60 km de Tlemcen, face à l'île éponyme : l'Île de Rachgoun située à 2 km au large.
Le village balnéaire s'est organisé autour de deux plages de sable fin. Rachgoun-plage traversée par le cours d'eau qui s'y déverse, et, plus à l'est, Madrid-plage, une petite plage en anse, dont elle est séparée par un promontoire rocheux.

## Toponymie
Le terme Rachgoun ne désigne pas principalement l'île, mais plutôt le territoire continental qui lui fait face, s'étendant jusqu'à Takembrit. Son étendue a varié au fil des périodes, désignant parfois uniquement l'emplacement actuel du village de Rachgoun, parfois Takembrit, et d'autres fois l'ensemble comprenant Takembrit, l'embouchure et l'île selon les auteurs médiévaux. Au XIXe siècle, le terme se limitait au plateau faisant face à l'île. Ce nom pourrait avoir conservé le toponyme antique sous la forme Rus-Siga.
Rachgoun est appelée Archgoun ou Ars̲h̲gūl durant la période médiévale. Le nom est phénicien, il est composé de rac ou rus (« tête », « cap ») et gun (« colline »). Le mot gun peut également signifier « jardin » qui serait rattaché à la fertilité des terres de la basse Tafna.
Le nom de la ville figure sous plusieurs graphies dans les textes arabes : Aršqul (Ibn Hawqal, Al-Bakri, Al-Idrisi et Al-Dimachqi); Arğkūn (Al Idrissi); Aršğūl (Al-Istibsar); Arğkūk (Yaqout al-Rumi); Aršgūn (Ibn Saïd); Arsqūl (Aboulféda); Arškūl (Léon l'Africain).
Durant l'Antiquité, elle est appelée également Portus Sigensis : le port de Siga.

## Histoire

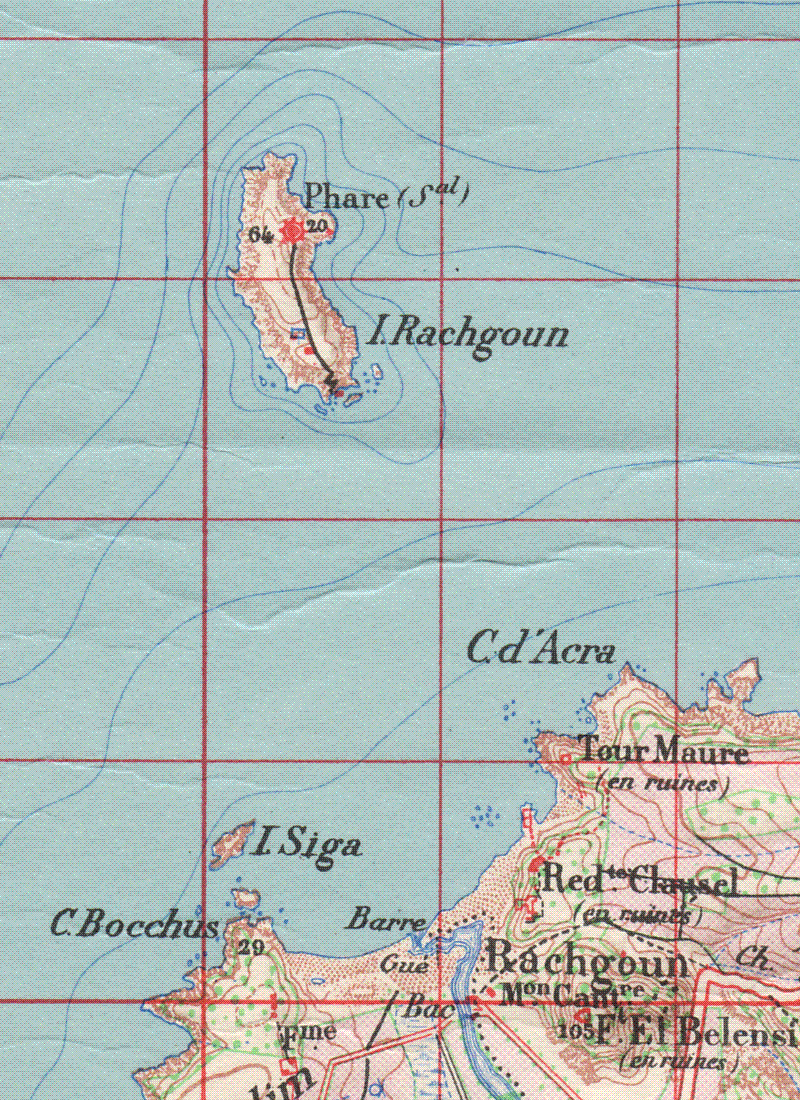
Carte topographique de la région

### Néolithique
Au gisement de Rachgoun, sur un site en plein air, on a trouvé une abondance de coquilles d'escargots renfermant de nombreux restes de mollusques marins. Succédant soit à de l’Atérien ou à du Moustérien, l’Ibéromaurusien et les faciès apparentés constituent un ensemble civilisationnel spécifique à l’Afrique du Nord, attribué à l'Homme moderne dénommé localement Homme de Mechta Afalou. Camps a étudié ce site et y a identifié des industries lithiques ibéromaurusiennes ainsi que plusieurs ossements humains, dont au moins sept individus,.
L’incinération fut pratiquée par les habitants de l’île Rachgoun aux VIe – Ve siècles. À Rachgoun, une nécropole phénicienne datant des VIIe et VIe siècles av. J.-C., les découvertes archéologiques révèlent une prédominance de la crémation. En effet, 33 exemples de crémation ont été identifiés dans des urnes, tandis que 68 exemples ont été déposés dans des fosses sans urnes funéraires. Ces crémations coexistent avec des inhumations, bien que celles-ci soient principalement celles d'enfants. Cette combinaison de pratiques funéraires variées à Rachgoun témoigne de la complexité des rituels et des influences culturelles présentes dans cette colonie phénicienne.

### Antiquité

#### Époque punique et phénicienne
À Rachgoun, des traces d'habitat datant du 7e au 5e siècle peuvent être observées à travers la céramique grecque et ibérique. Le spectre de découvertes hétérogènes, en particulier la forte proportion de céramique façonnée à la main, de nombreux os de porc et des structures de construction rudimentaires, a suscité des hypothèses sur un peuplement de personnes d'origines diverses,,. Il est clair que la petite île dépendait du commerce continental, comme en témoignent les ossements d'animaux. À proximité de Mersa Madakh, on a découvert dans les séquences d'habitation, en plus de la céramique façonnée à la main, de la céramique tournée au tour, remontant jusqu'au 6e siècle,. Des maisons rectangulaires avec des foyers et des toits en bois ont été rencontrées ici. Des amphores de type Ramon 10121 (7e-6e siècle) ont également été trouvées à Rachgoun. Un type d'urne appelé Cruz del Negro apparaît également dans les colonies archaïques et les nécropoles de Rachgoun,.
Rachgoun est mentionnée parmi les exemples où les Phéniciens ont choisi des îlots ou des groupes d’îlots à proximité des côtes continentales, souvent à l’embouchure d’une voie navigable offrant un accès à l’intérieur des terres. Rachgoun, avec Utique, Bitia et Toscanos, figure parmi les escales temporaires choisies sur les routes vers l’Occident. Les ports de l’époque archaïque demeurent insaisissables, mais des bassins artificiels, les cothons sont apparus à des époques ultérieures, comme à Rachgoun, identifié comme un site punique en Afrique du Nord. En Afrique, les seules poteries grecques datant de la période étudiée proviennent des sites de Rachgoun (Tafna, Algérie) et de Mogador (Essaouira). Des quantités non spécifiées d'amphores attiques de type SOS du VIIe siècle et d'amphores du type "à la brosse" du début du VIe siècle ont été découvertes à Mogador. Seule une amphore attique SOS est connue de Rachgoun.
La prospérité de Carthage était étroitement liée aux échanges commerciaux en Méditerranée. Les installations portuaires puniques à l'est du Cap Bon étaient cruciales, permettant aux marchands de participer aux flux commerciaux entre les régions orientale et occidentale de la Méditerranée. Wuillemot avait exploré les sites puniques de Ténès à Melilla, répertorié les découvertes côtières, puis analysé l'implantation carthaginoise. Il a particulièrement mis en lumière les fouilles menées sur l'île de Rachgoun, utilisée comme escale maritime et habitée du milieu du Vᵉ au milieu du Ve siècle. L'archéologie atteste du développement de l'influence carthaginoise sur l'île de Rachgoun, où le matériel archéologique punique devient prédominant aux Ve et IVe siècles avant notre ère, reléguant ainsi au second plan un matériel hispano-phénicien plus ancien,. Les découvertes de cruches phéniciennes en bronze et en argent sur le site de Rachgoun mettent en lumière l'importance de ce lieu dans la Méditerranée occidentale. Ces artefacts témoignent de l'activité commerciale florissante et de l'influence culturelle des Phéniciens dans la région. Rachgoun apparaît ainsi comme un centre vital pour le commerce et la diffusion des produits phéniciens dans cette partie de la Méditerranée.
La durée d'occupation de Rachgoun est sujette à débat. Les fouilles archéologiques indiquent une fondation potentielle remontant au VIe ou Ve siècle av. J.-C. On sait par Strabon que Siga était en ruines dès avant l'époque d'Auguste. Cependant, Rachgoun fut rapidement abandonnée au profit du site continental de Siga. Des fouilles montrent que le site des Andalouses, tout proche, a été déserté dès les premières années du Ier siècle av. J.-C. Ceci suggère que malgré l'apparente densité des ruines, les établissements côtiers comme Rachgoun, étaient moins peuplés que précédemment estimé. Les découvertes à Rachgoun laissent penser à une possible influence non-punique, suggérant une colonisation carthaginoise de second ordre. Cependant, des interprétations divergentes ont été avancées, la résolution de cette question nécessitant davantage de recherches.

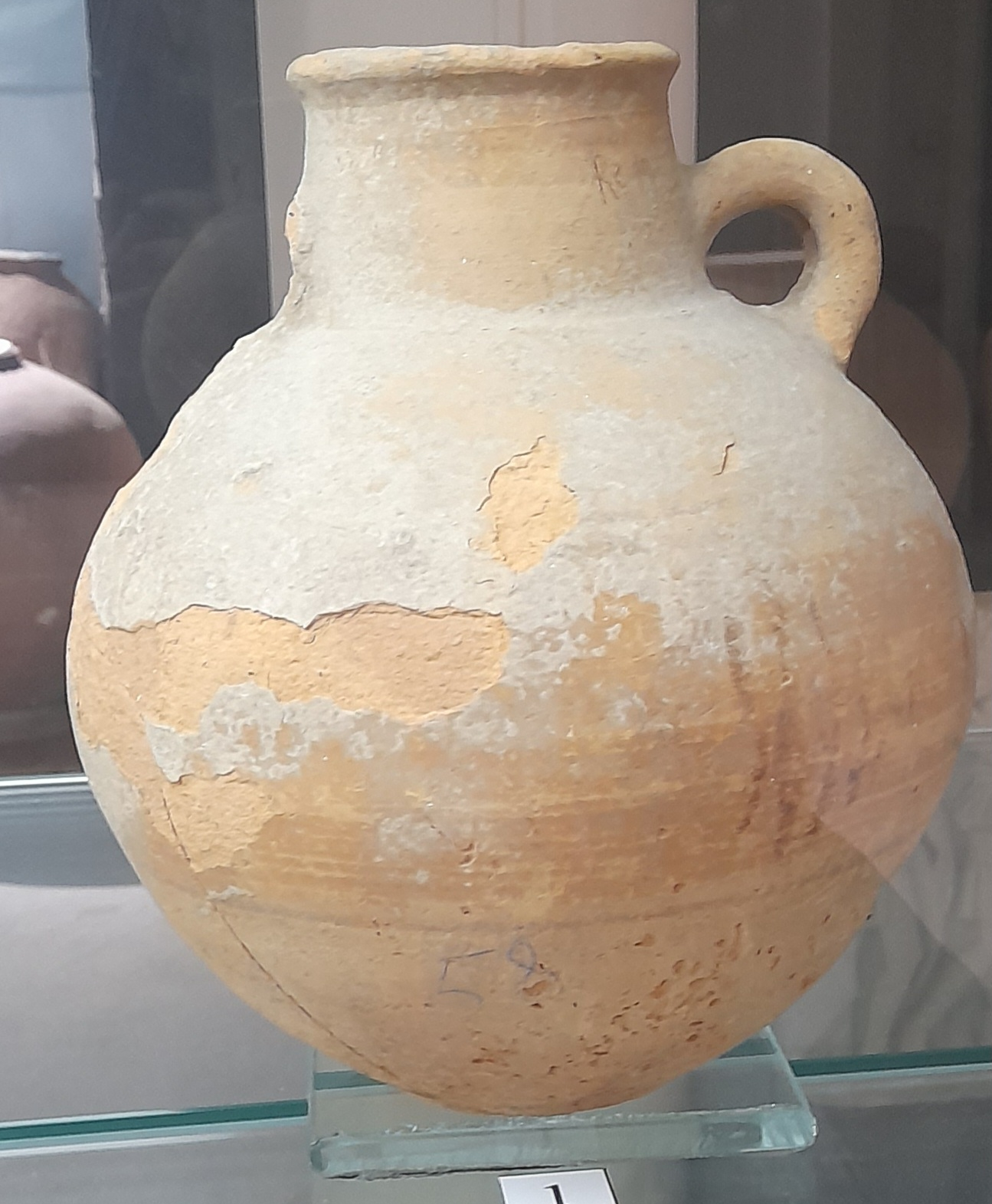
Jarres antiques de Rachgoun - conservée au Musée d'Oran.

L'itinéraire d'Antonin mentionne que Siga possédait un port situé à trois mille pas du municipe, ce qui correspond approximativement à la distance actuelle de la côte maritime, soit environ 4 km. Cela suggère l'existence d'un port notable près de l'embouchure, bien qu'aucune rade naturelle ne soit présente aujourd'hui dans la région.
Un événements historique important aurait eu lieu à Rachgoun pendant la deuxième guerre punique: en 206 avant J.-C., Syphax y organisa une rencontre entre les généraux ennemis, le romain Publius Cornelius Scipio et le carthaginois Hasdrubal.
Lorsque les Carthaginois furent vaincus à Ilipa en 206, Asdrubal fils de Giscon se serait embarqué à Gadès pour retourner à Carthage. Sur le chemin du retour, il aurait fait escale auprès de Syphax, roi des Massæsyles, dans sa capitale de Siga, où il aurait rencontré son adversaire Scipion, qui tentait de convaincre Syphax de rompre avec les Carthaginois. Pendant ce temps, un convoi ramenant Asdrubal à Carthage mouillait dans le port. Cependant, Tite Live ne fournit aucun détail sur le port et n'utilise ni le nom de Rachgoun ni celui de Siga dans son récit, alors que Gsell identifie clairement cet endroit comme le lieu de l'entrevue. Pline et Strabon désignent la ville comme l'une des capitales de Syphax, probablement sa capitale initiale. Si un port royal d'une certaine importance avait existé, il aurait probablement laissé des vestiges d'une agglomération sur le littoral, potentiellement des constructions romaines, des quais et des entrepôts.
Pline situe Rachgoun en face de Malaga, impliquant un trafic maritime entre les deux ports et soulignant les liens commerciaux entre les côtes africaines et andalouses. Cependant, il est difficile de retrouver des traces de cette activité portuaire à Rachgoun. Les changements hydrologiques dans la région, y compris les mouvements du lit de la rivière Tafna et les modifications de l'environnement côtier, ont probablement altéré le paysage portuaire antique.
Il est plausible que toute trace de cet établissement portuaire ait disparu ; il est également envisageable qu'il n'ait été qu'un débarcadère d'appoint. Le récit d'El Bekri, au XIe siècle, mentionne que la ville d'Archgoul, alias Siga, accueille de petits navires qui remontent le fleuve depuis la mer jusqu'à la ville, sur une distance de deux milles. Cela suggère l'utilisation courante d'un mouillage fluvial. Des travaux agricoles dans la région ont révélé des vestiges antiques, suggérant l'emplacement potentiel du port fluvial de Siga. Les découvertes de pierres et de vestiges antiques lors de travaux dans les années 1960 renforcent l'hypothèse selon laquelle la voie d'eau était utilisée dans l'Antiquité. Cependant, l'étendue exacte et la nature de ce port fluvial restent incertaines, nécessitant des recherches archéologiques plus poussées pour mieux comprendre son fonctionnement et son importance dans la région. Notons qu'un projet de construction d'un port militaire à Rachgoun au XIXe siècle avait été finalement abondonné car jugé trop irréaliste, ce qui laisse entrevoir que le site ne soit finalement pas si propice.

#### Epoque romaine
Rachgoun est le Portus sigensis des Romains. Voir aussi à Siga, elle a fait l'objet de fouilles importantes, sur lesquelles a œuvré en particulier Serge Lancel.

#### Epoque musulmane
La cité musulmane qui succédait au port antique, est mentionnée pour la première fois par Ibn Hawqal au début du Xe siècle. Elle est devenue un port entretenant des relations commerciales avec Al-Andalus, lorsque les Sulaymanides y fondent une petite principauté. Elle a été conquise par les Fatimides et se place sous l'autorité d'un prince zénata, avant de se rallier aux Omeyyades de Cordoue. Les Fatimides parviennent toutefois à reconquérir la ville.
Al-Bakri décrit Archgūl, ville du «Sahel de Tlemcen», comme munie d’un port accessible aux petits navires, entourée d’un rempart qui comportait quatre portes : Bab el-Fotouh (« Porte des Victoires ») regarde l'occident, Bab el-Emir (« Porte du prince ») est tournée vers le midi et Bab Merniça vers l'orient. Il mentionne l'existence d'une plaine « fahs Zidur » entre la localité et Tlemcen. À l’intérieur, il y avait une mosquée et deux bains, dont l’un est antérieur à l’Islam, ce qui atteste que la ville musulmane occupe bien le site antique.
Archgūl était une ville prospère sous les Almohades, mais elle allait être victime, dans la première moitié du XIIIe siècle, des Beni Ghania. Sous les Zianides, elle demeure un port et débouché de Tlemcen, mais elle a été définitivement abandonnée à la fin du XVIe siècle, lors des entreprises espagnoles sur la côte d’Oranie.
Alors que la migration hilalienne a entraîné le déclin de Qayrawān et de Qalʿat Banī Ḥammād, elle n'a pas été liée au déclin des grandes villes à long terme. Ibn Khaldūn a attribué à la destruction de Tāhart et Arshkūl (Rachgoun), mais il semble avoir exagéré l'importance de ces deux villes à cette époque.

### Epoque coloniale française
En 1836, les Français ont installé une garnison sur l'île ainsi qu'un établissement militaire sur la rive droite de l'embouchure de la Tafna, au Sud Ouest de la pointe de la tour carrée, afin de bloquer l’approvisionnement en armement destiné à l’Émir Abdelkader. Le 6 mai, un violent combat a éclaté à Rachgoun entre les troupes françaises du Camp de la Tafna et les Arabes de l’émir. L’artillerie de l’île de Rachgoun a été mise à contribution, suggérant que l’ennemi a pu atteindre la côte. Des dépêches urgentes ont été envoyées depuis Rachgoun par le général d’Arlanges, ce qui a entraîné le départ de trois navires de l’état, dont deux gabares, vers Alger. Après avoir embarqué des troupes, ils ont mis le cap directement vers Rachgoun. Une fois ce renfort arrivé, tout indique que l’armée de la Tafna entreprendra une avancée vers Tlemcen. L’article 9 du traité de la Tafna entre l’Emir Abd el Kader et le général Bugeaud spécifiait que « La France cédait à l’Èmir Rachgoun ».
Au tout début de la colonisation française, le commerce d’Oran suscitait de grands espoirs, mais était menacé de ruine, notamment avec l’ouverture du port de Rachgoun— dans un premier temps resté aux mains de l’Emir Abdelkader, aux textiles et aux produits coloniaux britanniques. Ces marchandises pouvaient alors pénétrer librement dans le reste de la régence, compromettant ainsi la vente des produits locaux en Afrique. Les enjeux étaient considérables : il ne s’agissait pas seulement d’une question fiscale, mais également du développement du commerce anglais pour lequel trente millions de francs auraient pu être investis en Afrique.
Le Courrier des théâtres du 2 juin 1836 rapporte que lors de la fouille des retranchements du camp de la Tafna, une médaille de Tibère a été découverte. Lors de la première exploration de l’île de Rachgoun, une belle médaille grecque en or avait été trouvée. Par ailleurs, l'article précise que les ruines et les pièces de monnaie romaines ne sont pas rares dans cette région de la province d’Oran. Les médailles seraient si courantes que de nombreux enfants et femmes les portent autour du cou comme objet d’ornement.
Un bureau de recettes est établi en 1857 par l’administration des douanes sur l’île de Rachgoun, près de l’embouchure de la Tafna, où est censé se trouver un jour le port de Tlemcen, et donc celui d’une grande partie de l’Afrique centrale, dont cette ville est le point de rencontre dans l’ouest de l’Algérie.

#### Projet colonial d’un port à Rachgoun
Vers la fin du XXIe siècle, la France avait envisagé Rachgoun comme un des sommets d’un triangle pour contrôler la méditerranée, avec Porto-Vechio et Bizerte, aussi pour contrecarrer l’Angleterre. Il s’agissait alors « en face de ce détroit de Gibraltar, ou les Anglais interrompent la circulation, [...] [d’] établir à Rachgoun un port dans lequel une flotte de torpilleurs pourrait stationner ». On avait avancé un argumentaire s’appuyant sur les leçons de la guerre hispano-américaine, dans lequel les événements de Santiago de Cuba avaient été examinés, mettant en lumière les risques des ports exposés sur la côte. L’accent avait été mis sur la nécessité d’un avant-port pour une défense mobile et d’une protection terrestre adéquate.
Toutefois, dès le début, une analyse approfondie révélait des défis insurmontables. Actuellement en ruines, la région était marécageuse et les fortifications historiques étaient délabrées. Les coûts astronomiques et les défis techniques impliqués rendaient le projet peu réaliste.
En 1902 on préconisait encore son développement, vantant ses avantages naturels. Cependant, les investissements nécessaires soulèvent des questions sur sa viabilité économique, bien que son importance en tant que port militaire soit reconnue pour renforcer la présence navale française dans la région. Le débat sur le rôle de Rachgoun comme port de guerre a persisté. Il a été comparé à Oran, mais sa proximité avec Gibraltar en ferait un choix plus pratique pour surveiller le détroit. On a argumenté que les Espagnols, de leur côté, envisageraient de développent les îles Zaffarines en face de Rachgoun en un point d’appui naval. La France se devait donc envisager de faire de même à Rachgoun en prévision des conflits à venir.

## Démographie
En 1998, Rachgoun comptait 1 450 habitants.

## Galerie

Sélection de vue sur la plage de Rachgoun
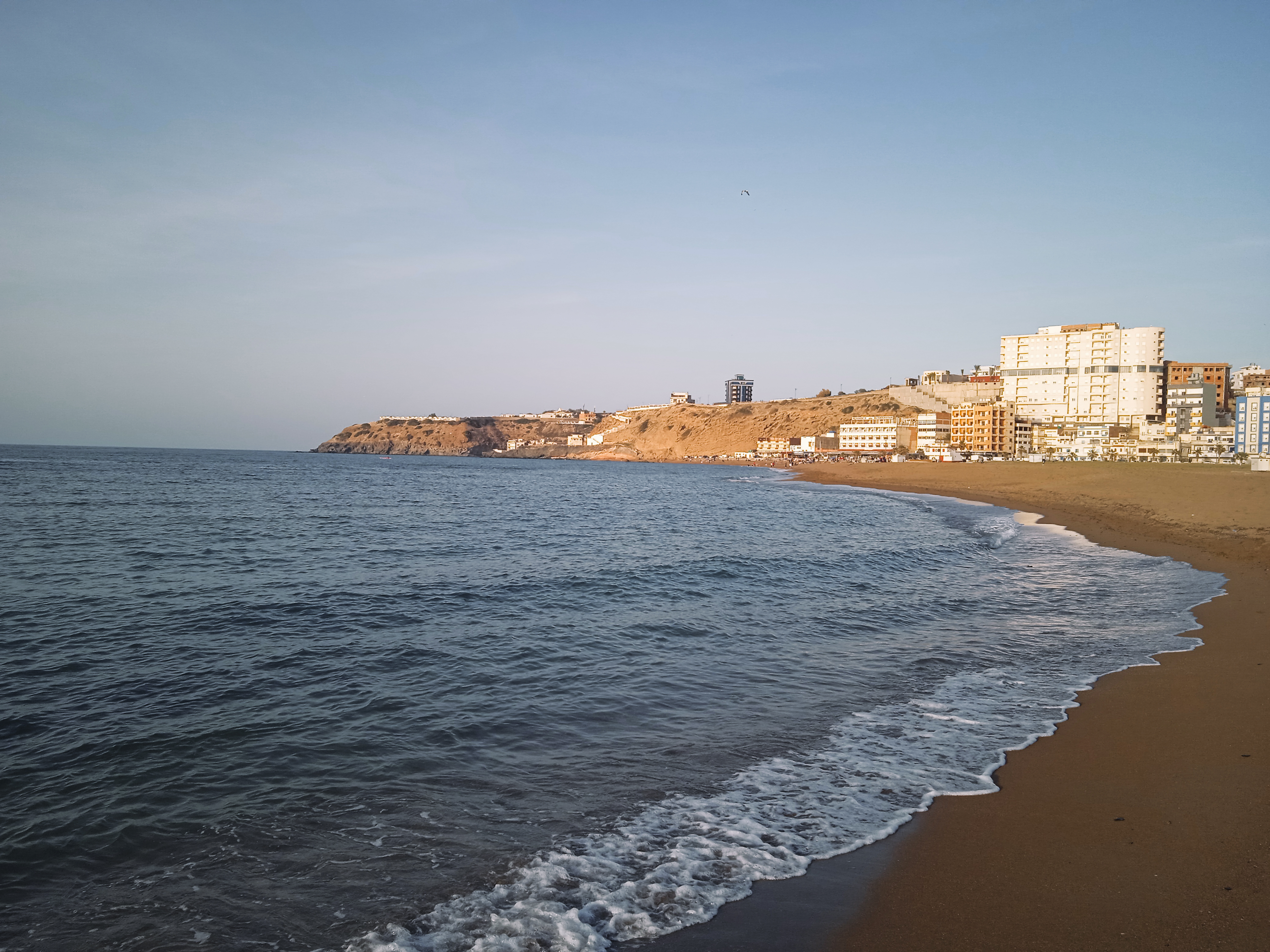
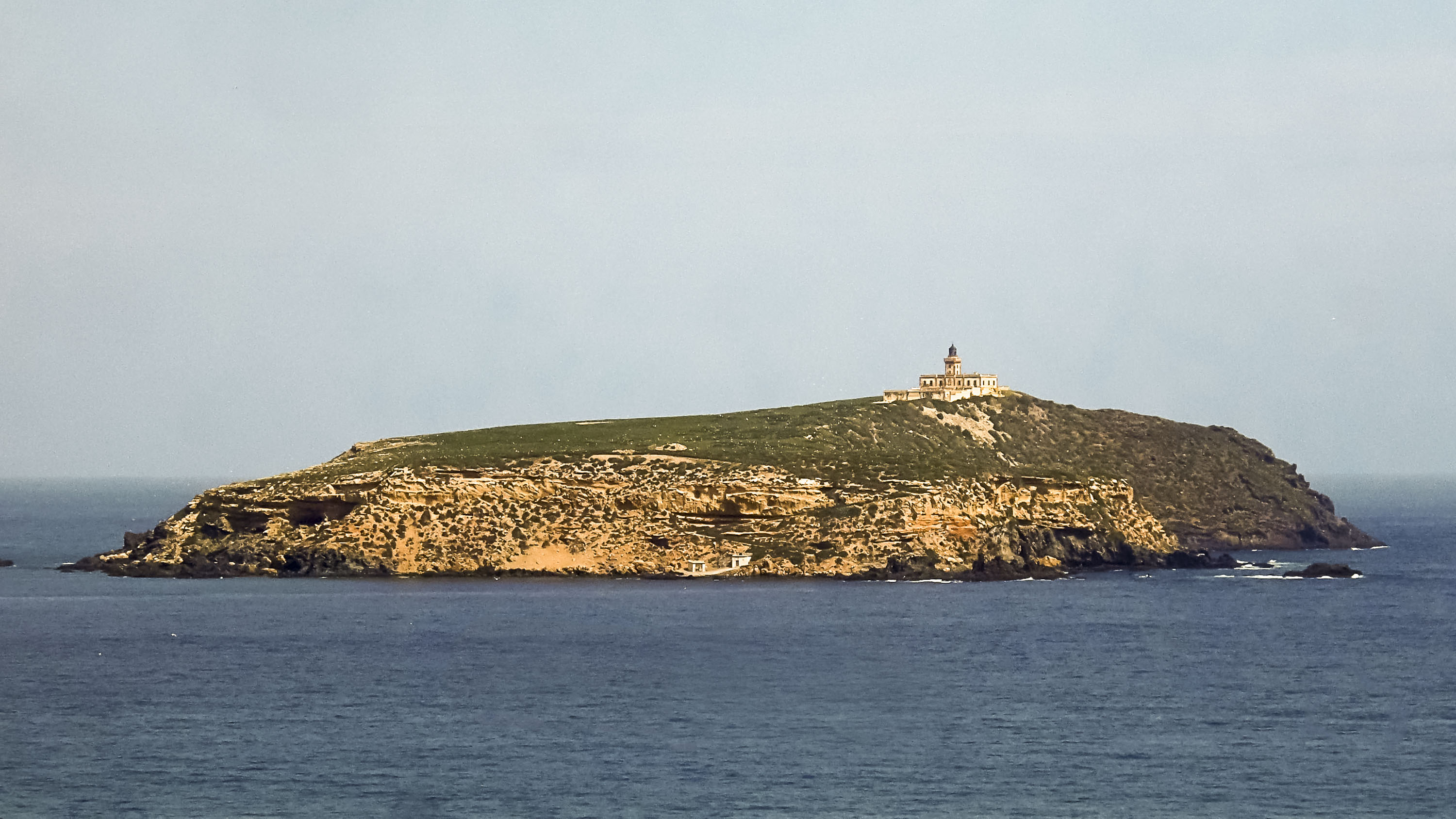
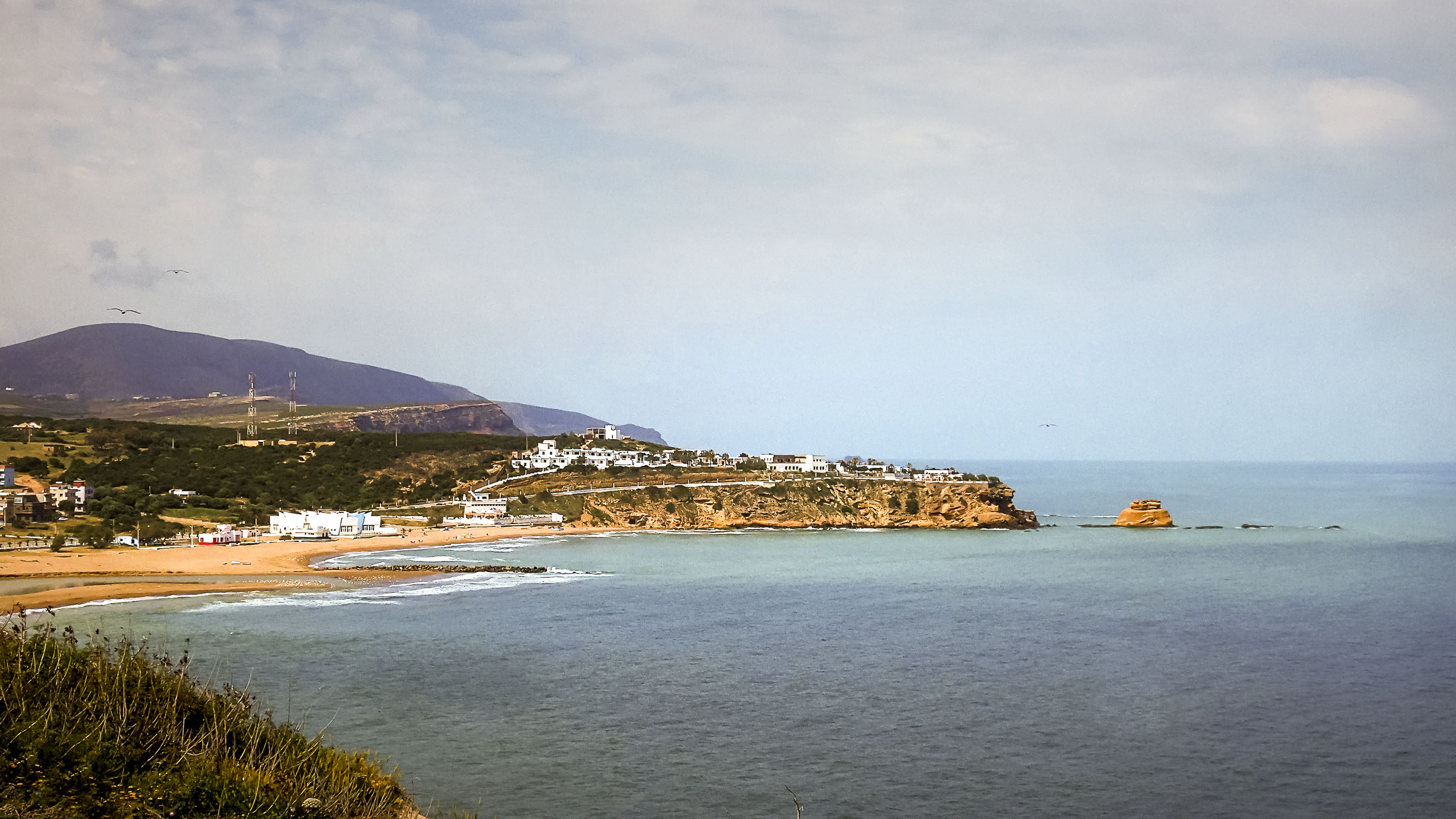
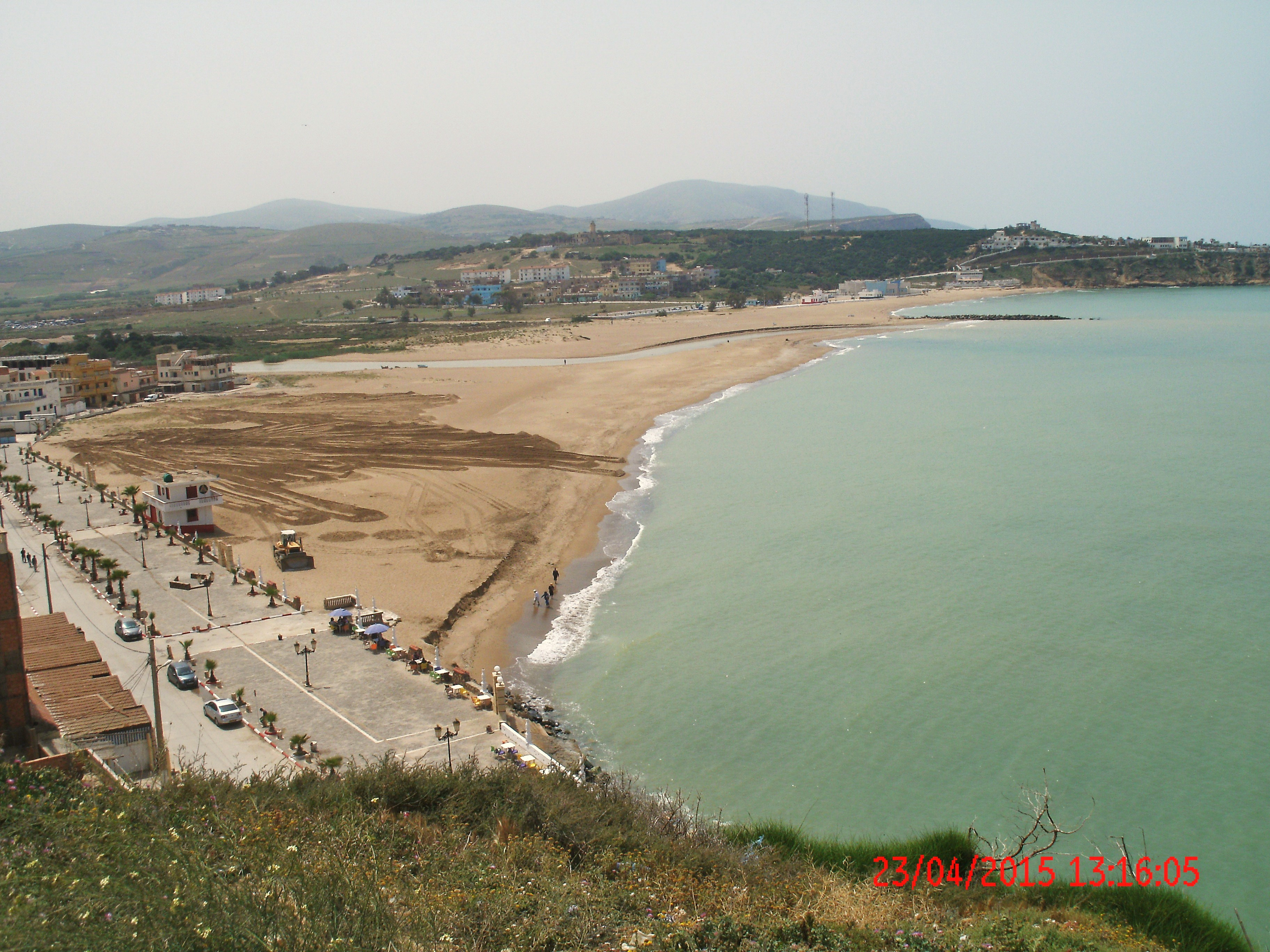